# Aleuritopteris kuhnii
Aleuritopteris kuhnii är en kantbräkenväxtart som först beskrevs av Carl August Julius Milde, och fick sitt nu gällande namn av Ren-Chang Ching. Aleuritopteris kuhnii ingår i släktet Aleuritopteris och familjen Pteridaceae. Inga underarter finns listade.